# Готра Зенон Юрійович
Зе́нон Ю́рійович Го́тра (20 червня 1942, Львів — 4 січня 2021, Львів) — український учений у галузі електротехніки. Доктор технічних наук, почесний професор Національного університету «Львівська політехніка». Академік АН ВШ України з 2010 р.

## Життєпис
Народився у Львові.
Закінчив у 1966 р. електрофізичний факультет Львівського політехнічного інституту за спеціальністю «Напівпровідникові прилади». У 1972 р. захистив дисертацію «Розробка високонадійних тонкоплівкових конденсаторів мікросхем» і здобув науковий ступінь кандидата технічних наук. У 1978 р. присвоєно звання доцента. У 1981 р. захистив у Ленінграді докторську дисертацію «Розробка мікроелектронних високоінформативних перетворювачів для бортових систем», а в 1984 р. став професором. З 1979 р. завідувач кафедри електронних приладів Інституту телекомунікацій, радіоелектроніки та електронної техніки Національного університету «Львівська політехніка». З 2011 р. почесний професор.
Наукові інтереси: дослідження та розробка нових матеріалів, технологій, вузлів електронної техніки (інтегральної оптики, мікроелектронних сенсорів фізичних величин, пристроїв обробки оптичної інформації). Викладає дисципліни: «Технологічні основи електроніки», «Мікроелектронні сенсори та мікропроцесорні системи керування», «Методи дослідження матеріалів та мікроструктур в електронній техніці», «Фізико-хімічні процеси в мікроелектронній технології».
Автор понад 500 науково-технічних публікацій та 30 монографій і навчальних посібників. Під його керівництвом підготовлено 38 докторів і кандидатів наук для України, Польщі, Угорщини, Монголії, Сирії.
Очолює спеціалізовану Вчену раду із захисту докторських дисертацій за спеціальностями: «Інтегральні радіоелектронні пристрої», «Технологія напівпровідників та матеріалів електронної техніки»; «Твердотільна електроніка», «Технологія, обладнання та виробництво електронної техніки», «Фізика твердого тіла». Є членом інших спеціалізованих Вчених рад.
Член редколегій журналів «Технічні вісті», Ukrainian Journal of Physical Optics, Optoelectronic Information-Power Technologies; вісників Національного університету «Львівська політехніка» «Електроніка», «Елементи теорії та прилади твердотільної електроніки» тощо.
Помер 4 січня 2021 року у Львові. Похований у родинному гробівці Готрів, на 21 полі Личаківського цвинтаря.

## Відзнаки та нагороди
- Заслужений діяч науки і техніки України (1992),
- академік Академії інженерних наук України,
- Соросівський професор (1994).
- знак «Відмінник освіти України»
- диплом найкращого професора-науковця м. Львова (1997).
- Академік Міжнародної термоелектричної академії (2004).
- Почесний професор Львівської політехніки (2011)[3].
- Медаль «За працю і звитягу» (2016).[4]
- Державна премія України в галузі науки і техніки (2017) за роботу «Енергоефективні світлодіодні освітлювальні системи», яку він виконав у співавторстві з сімома іншими науковцями.[5]

## Праці
- Готра З. Ю., Ільницький Л. Я., Є. С. Поліщук. Давачі: Довідник. Львів: Каменяр, 1995. — 312 с.